# 俄罗斯石油工业

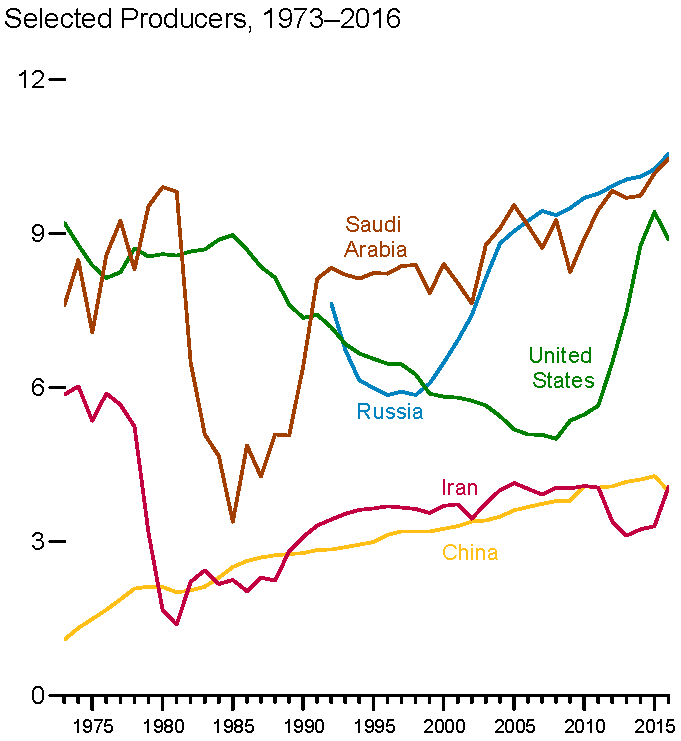
主要产油国

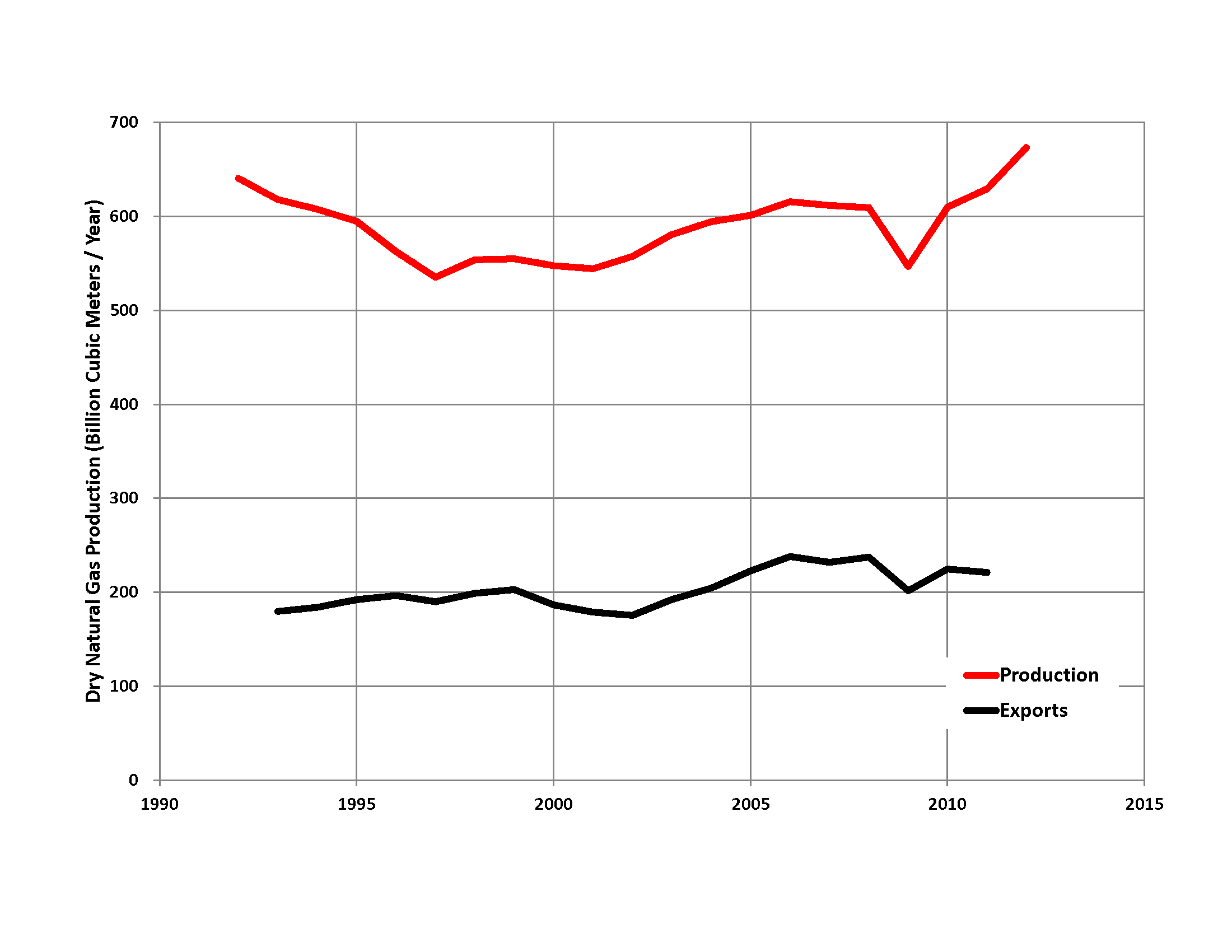
俄罗斯天然气生产（红色）和出口（黑色）

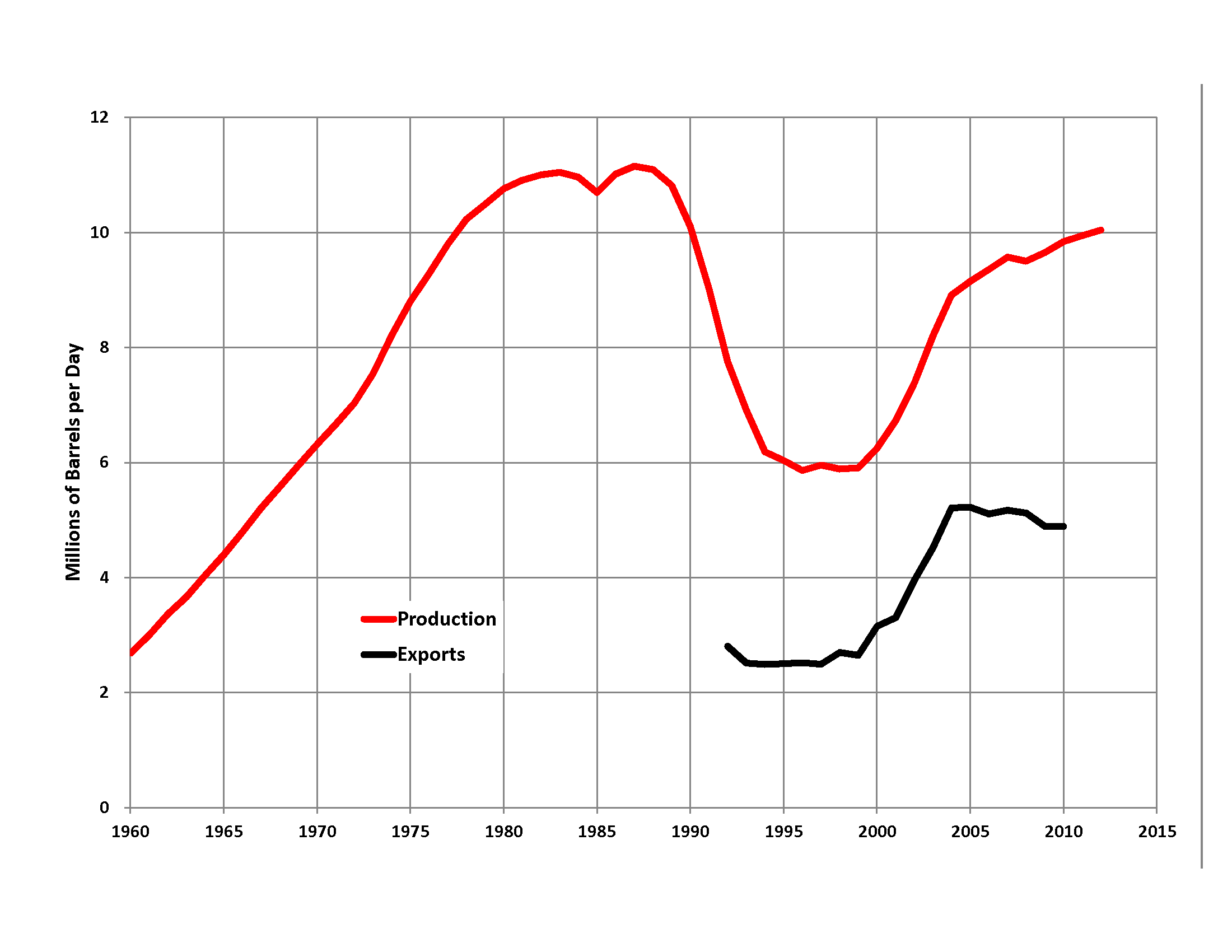
俄罗斯原油产量（红色）和原油出口（黑色）

俄羅斯石油工業規模在全球名列前茅。該國是全球最大的天然氣出口國，天然氣儲量也是全球第一。該國的煤炭儲量在全球排名第二，石油儲量排名第六，也是全球最大的石油生产国之一。該國也是第四大能源使用國。2015年12月，俄罗斯平均每天生产10.83百萬桶（1,722,000立方） 石油。全球石油的12%由該國生產。 

## 俄罗斯的石油和天然气公司
俄罗斯最大的石油公司是俄罗斯石油 ，其次是卢克石油、Surgutneftegaz、俄罗斯天然气工业石油公司和Tatneft。所有石油干线管道（CPC裏海石油管線除外）均由俄羅斯国有垄断企业俄羅斯國家石油管道運輸公司（Transneft）拥有和运营。
- 俄罗斯天然气工业股份公司
- 卢克石油
- 俄罗斯石油
- Surgutneftegas（英语：Surgutneftegas）
- Tatneft（英语：Tatneft）
- Northgas（英语：Northgas）
- 俄羅斯國家石油管道運輸公司（Transneft）
- 巴什石油公司
- Russneft（英语：Russneft）
- Itera（英语：Itera）
- Novatek（英语：Novatek）
- Rusneftegaz（英语：Rusneftegaz）

## 学术机构
- 俄罗斯国立石油天然气大学（莫斯科）
- 圣彼得堡国立矿业大学-石油和天然气系（圣彼得堡）
- 西伯利亚石油工业研究所 (SibNIINP)
- 俄羅斯聯邦自然資源與環境保護部（VNIGRI）和俄羅斯科學院（RAN）。
- 秋明国立石油天然气大学
- 乌法国立石油科技大学（英语：Ufa State Petroleum Technological University）
- 阿尔梅季耶夫斯克国家石油学院
- 俄罗斯伊尔库茨克国立技术大学